# Pegomya boletina
Pegomya boletina este o specie de muște din genul Pegomya, familia Anthomyiidae. A fost descrisă pentru prima dată de Dufour în anul 1840.
Este endemică în Franța. Conform Catalogue of Life specia Pegomya boletina nu are subspecii cunoscute.